# فخر أباد (مشيز بردسير)
فخر أباد (بالفارسية: فخرآباد) هي قرية تقع في إيران في البلدة المركزية. يقدر عدد سكانها بـ 0 نسمة بحسب إحصاء 2016.